# Hey Ma
Hey Ma è il decimo album in studio del gruppo rock britannico James, pubblicato nel 2008.

## Tracce
1. Bubbles
2. Hey Ma
3. Waterfall
4. Oh My Heart
5. Boom Boom
6. Semaphore
7. Upside
8. Whiteboy
9. 72
10. Of Monsters & Heroes & Men
11. I Wanna Go Home

## Formazione
- Tim Booth – voce, cori
- Larry Gott – chitarra elettrica, chitarra acustica, slide guitar, e-bow, cori
- Jim Glennie – basso
- Saul Davies – chitarra elettrica, chitarra acustica, violino, batteria
- Mark Hunter – tastiera, programmazione
- Andy Diagram – tromba, flicorno, voce
- David Baynton-Power – batteria, percussioni